# فرناندو مونر
فرناندو مونر (انگلیسی: Fernando Moner؛ زادهٔ ۳۰ دسامبر ۱۹۶۷) بازیکن سابق فوتبال اهل آرژانتین است.